# ای‌بی لارسن
ای‌بی لارسن (انگلیسی: Ib Larsen; ۱ آوریل ۱۹۴۵ – ) قایقران روئینگ اهل دانمارک بود.
وی در مسابقات کشوری و بین‌المللی در مجموع برندهٔ ۲ مدال برنز شده‌است.